# Bakurat Suriya
Bakurat Suriya ('syrisk gryning") var en kvinnoorganisation i Libanon, grundad 1880.
Föreningen grundades av Maryam Nimr Makariyus (1860-1888) i Beirut år 1880. Den blev därmed den första kvinnoföreningen i Libanon och Arabvärlden. Det var inte en renodlad kvinnoorganisation utan en litterär klubb som höll föreläsningar och diskuterade litteratur. Den grundades under en tid då kvinnofrågor började diskuteras i Osmanska riket under Tanzimateran, och i Osmanska Libanon och Syrien uppkom en första våg av aktivitet kring kvinnofrågor: Maryana Marrash öppnade sin litterära salong och de första kvinnotidningarna utgavs med Nadimah al-Sabunis grundande av månadsmagasinet al-Mar'a (1893). 
Bakurat Suriya följdes av andra litterära och filantropiska föreningar för kvinnor, så som ortodoxa kvinnors Jam'iyyat Zahrat al-Ihsan (Flower of Charity) för utbildning av flickor följt av muslimska kvinnors motsvarighet Jam'iyyat Yaqzat al-Fatah al-Arrabiyah (Association of the Arab Women Awakening, 1914). 